# Коньсковоля (гмина)
Коньсковоля (пол. Końskowola) — городско-сельская гмина (волость) в Польше, входит как административная единица в Пулавский повет, Люблинское воеводство. Население — 9010 человек (на 2004 год).

## Населённые пункты
- Коньсковоля
- Млынки
- Руды
- Хжонхув
- Хжонхувек